# Flade (Schule)

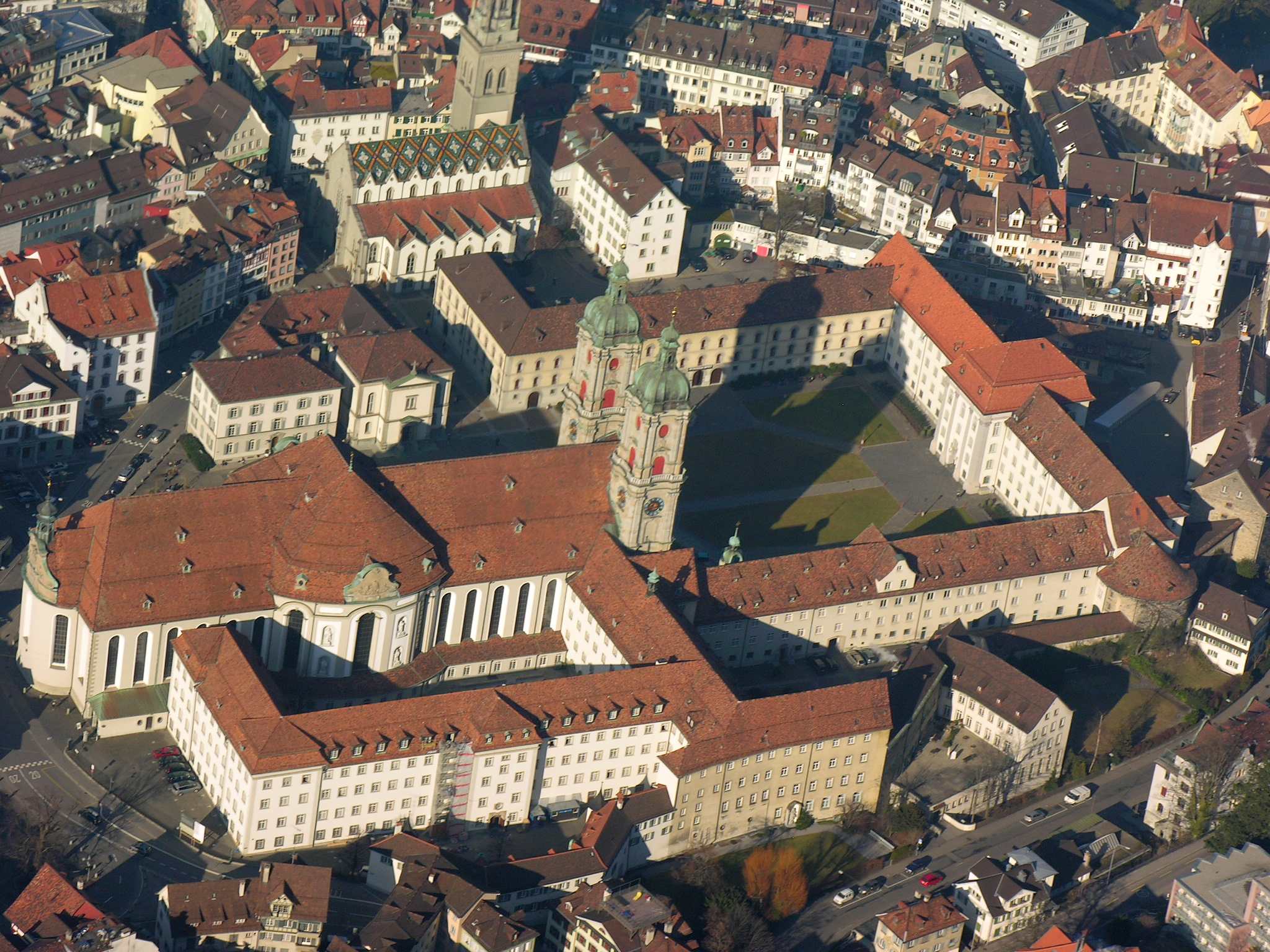
Das Klosterschulhaus ist der Konventsbau südlich (im Bild unter) der Kathedrale. Das Gallusschulhaus ist auf dem Bild unten rechts.

Die Flade  ist eine Sekundarschule in der Stadt St. Gallen. Die Schule wurde 1808 gegründet und führt das Erbe der einstigen Klosterschule der Fürstabtei St. Gallen weiter. Die Schule besteht heute aus drei Schulhäusern: Kloster, Gallus und Notker. Im Volksmund hiess die Schule seit dem 19. Jahrhundert Flade; seit 2008 identifiziert sie sich auch in ihrem Logo mit diesem Namen.

## Geschichte

### Klosterschule
Über das Gründungsjahr der Klosterschule in St. Gallen schweigen sich die Geschichtsbücher aus. Belegt ist, dass im berühmten karolingischen Klosterplan von 819 bereits eine interne und eine externe Schule aufgeführt sind. Vermutlich hat bereits Otmar zu Beginn des 8. Jahrhunderts eine Bildungsstätte in «seinem» Kloster eingerichtet, zumindest für Novizen, denn die von ihm eingeführte Benediktusregel verlangt von den Mönchen Kenntnis in Schrift und Sprache. In St. Gallen entstand damit eine der ältesten Schulen nördlich der Alpen. Die externe Schule war zwar den reicheren und einflussreicheren Bürgern vorbehalten, aber damals die einzige Möglichkeit, eine Schulbildung in den bildenden Künsten (Latein, Mathematik, Kirchenmusik) zu erhalten. Die Schulbildung jener Zeit war den Knaben vorbehalten. Viele Jahrhunderte hindurch machten sich die Mönche des Klosters weitherum einen Namen durch ihre Art, mit strenger Zucht und Aufsicht ihr Wissen an die nächste Generation weiterzugeben.
Im ausklingenden 13. und im 14. Jahrhundert begannen viele Äbte, ihre Bischofsstäbe gegen Schwerter einzutauschen und den Ruhm hoch zu Ross und in fernen Landen zu suchen. So verwahrloste das Kloster langsam, und seine Bedeutung als Bildungsstätte wäre wohl ohne den Einsatz von Abt Ulrich Rösch vollkommen in Vergessenheit geraten. Er führte das Kloster zu neuer Stärke und bewahrte es vor dem kompletten Niedergang. Es ist wohl auch ihm zu verdanken, dass das Kloster die Wirren von Reformation und Gegenreformation praktisch unbeschadet überstand.
Nach 1620, mitbedingt durch die Wirren des Dreissigjährigen Krieges, die ein Studium in deutschen Landen beeinträchtigten, entschlossen sich die St. Galler Äbte, ihren Ordensnachwuchs nicht mehr an auswärtige Universitäten zu schicken. Anfangs in einem Filialkloster, später im Hauptkloster St. Gallen selbst wurde eine hauseigene theologische Fakultät eingerichtet.
Die Klosterschule schloss ihre Tore im Jahr 1805, als das Kloster und die Fürstabtei aufgelöst wurden.

### Entstehung der heutigen Schule
Im Jahre 1808/09 entstand im ehemaligen Klostergebäude ein «Gymnasium katholischer Fundation», deren erster Rektor Alois Vock war, und die «Bürgerschule» mit Pensionat, da die Schülerschaft aus verschiedenen Ortschaften stammte. Die Verwaltung der Kirchengüter wurde dem Katholischen Konfessionsteil des Kantons St. Gallen als öffentlich-rechtliche Körperschaft und Rechtsnachfolger der Abtei anvertraut. Dieser tritt auch als Arbeitgeber der Angestellten der Schule auf.
1834/35 wurde die Schule in Katholische Kantonsschule umbenannt. Zum Gymnasium kamen eine Realschule (alter Name für Sekundarschule, also die Schule mit hohen Ansprüchen) und ein Lehrerseminar hinzu. 1854 wurde die Schule erweitert, die Katholische Mädchen-Realschule wurde gegründet. 1856 wurden das Gymnasium, das Lehrerseminar und das evangelische Gymnasium der Stadt zusammengelegt und die Kantonsschule St. Gallen gegründet. Zunächst war unklar, ob die Flade überhaupt noch eine Daseinsberechtigung hat. Die Schule wurde dann jedoch als katholische Kantons-Realschule (für Knaben) neu eröffnet, als klar wurde, dass es noch eine Schule braucht, die die Kinder auf den Besuch der Kantonsschule vorbereitet. Als 1879 die konfessionell getrennten Schulen der Stadt St. Gallen verschmolzen und als solche aufgehoben wurden, blieben die Schulen des Katholischen Konfessionsteils als kantonale Schulen verschont.
1931 erhielten die Mädchen mit dem Moosbrugg-Schulhaus erstmals ein Schulgebäude, das den Anforderungen der Zeit an die Grösse gewachsen war. 1952 war dieser Bau bereits wieder zu klein, und das Schulhaus wurde um einen Anbau erweitert. Das Mädchenschulhaus hiess jetzt Gallus-Schulhaus (nach dem heiligen Gallus, dem Gründer der Stadt). 1971 wurde das dritte Schulhaus der Schule im Osten der Stadt eröffnet, es trägt den Namen Notker, nach dem Namen verschiedener Mönche, die in St. Gallen gelebt und gewirkt haben.
Im Jahr 2009 wurden verschiedene Aktivitäten zur 200-Jahr-Feier der Schule durchgeführt. Die Stiftsbibliothek widmete eine Sonderausstellung dem Thema Das Kloster und seine Schulen, unter dem Motto flade gestern-heute-morgen gestalteten Zeichnungsklassen Schaufenster der Innenstadt, dazu wurden für Solidaritätsprojekte Standaktionen durchgeführt. Vom 5. bis 7. Juni erfolgte der offizielle Festakt  im Dom. Des Weiteren fanden Klassentreffen in den Restaurants der Innenstadt und ein Fest in den OLMA-Hallen statt.

### Die Schule heute

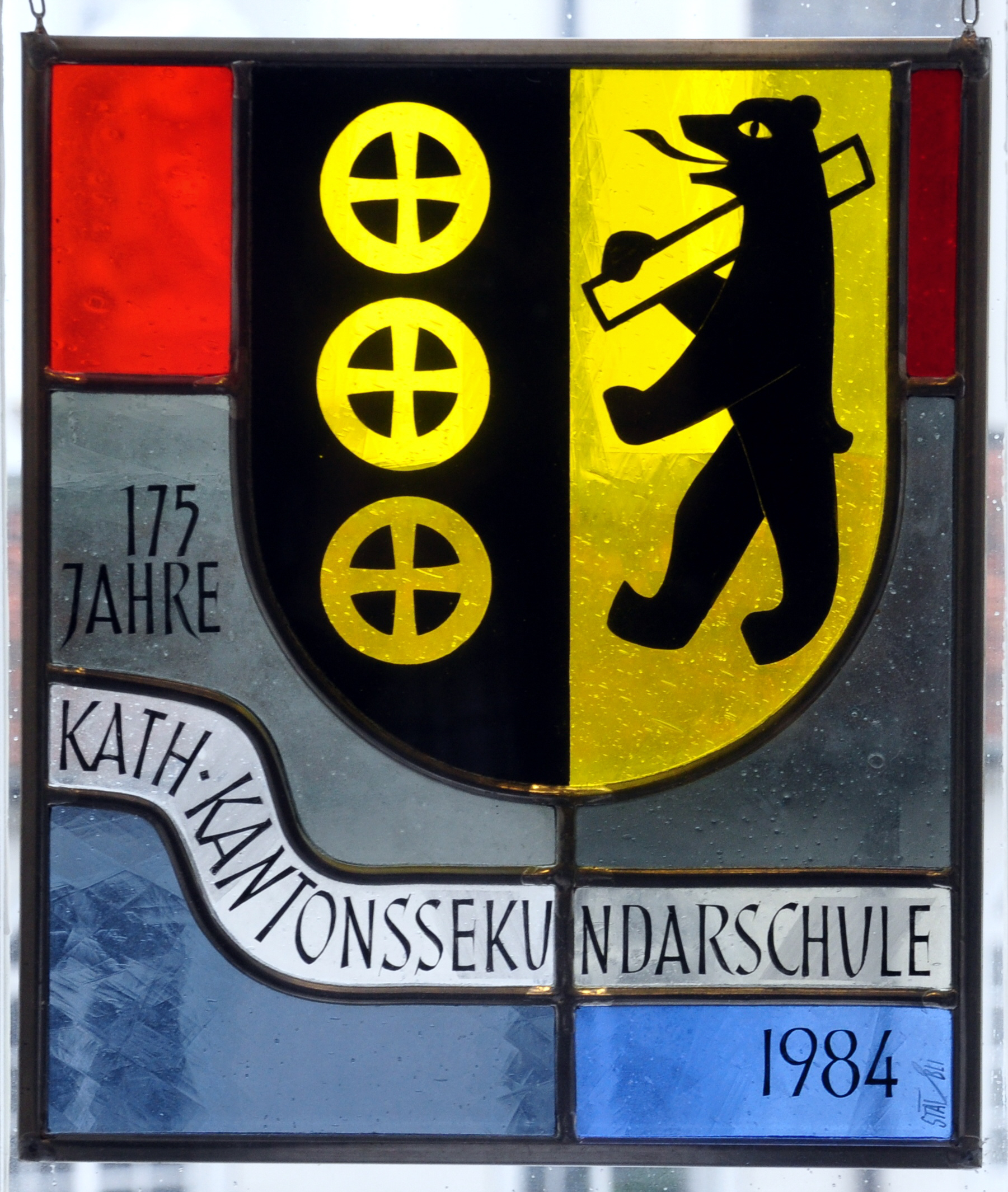
Wappenscheibe zum 175-jährigen Bestehen 1984

1977 bekam die Schule ihren Namen: Katholische Kantonssekundarschule (KKSS), 2009 wurde der Name geändert zu Flade – Katholische Kantonssekundarschule. Zu ihr gehören die drei Schulhäuser. Das Schulhaus Kloster im Südflügel der Stiftskirche St. Gallen, wo sich auch die Stiftsbibliothek St. Gallen befindet, ist den Knaben vorbehalten, das Schulhaus Gallus an der Moosbruggstrasse ausserhalb der Klostermauern, ist den Mädchen vorbehalten, im Schulhaus Notker, im Neudorf im Osten der Stadt, gehen die Schüler und Schülerinnen gemeinsam zur Schule. Die Schule untersteht dem Katholischen Konfessionsteil und wird primär durch die Kirchensteuer der Katholiken des Kantons sowie der Stadt St. Gallen finanziert.
Im Zuge der Sparanstrengungen des Kantons St. Gallen wurde der Kantonsbeitrag an die Schule durch das kantonale Parlament per Schuljahr 2016 aufgehoben. Anstelle dessen hat die Stadt St. Gallen ihren Beitrag von bisher 2,6 Millionen Schweizer Franken auf maximal 4,3 Millionen Schweizer Franken bis und mit Schuljahr 2018/19 erhöht. Ab dem Schuljahr 2019/20 wurde die Flade in das Schulsystem der Stadt St. Gallen integriert, indem die Flade-Schulen Oberstufenzentren betreiben, welche sowohl als Sekundarschule wie auch neu zusätzlich als Realschule und in Kleinklassen allen Primarschülern der Stadt unabhängig von deren Religionszugehörigkeit offenstehen. Schüler werden neu in verschiedenen Leistungsstufen unterrichtet, wobei an der Flade künftig 30 Prozent am Gesamttotal der städtischen Sechstklässlerinnen und Sechstklässler Aufnahme finden sollen. Im Gegenzug dazu bezahlt die Stadt für alle städtischen Schüler ein kostendeckendes Schulgeld an den Katholischen Konfessionsteil.

## Der heutige Name
Im Volksmund heisst die Schule Flade. Der Name kommt davon, dass bis 1859 zur Schuluniform, die es heute in St. Gallen nicht mehr gibt, eine flache, dunkelblaue Tellermütze mit einem unförmigen Vordach gehörte. Diese sah aus wie eine Wähe, zu der man in der Ostschweiz Flade sagt. Mit dieser Kopfbedeckung unterschieden sich die Flade-Schüler von den Schülern der städtischen Oberstufe. So bürgerte sich für die Schüler der katholischen Schule der Name «Flademannli» ein, davon blieb Flade übrig und übertrug sich auf die gesamte Schule.